# برترادا
برترادا (انگلیسی: Bertrada of Laon; between 710 and 727 – ۱۲ ژوئیهٔ ۷۸۳) مادر شارلمانی همسر پپن کهتر و ملکه فرانک‌ها بود او در حدود ۷۱۰ تا ۷۲۷ میلادی در لاو در فرانسه امروزی زاده شد او در سال ۷۴۱ با همسرش ازدواج کرد برخی منابع او را تنها همسر شوهرش می‌دانند و حال آنکه برخی منابع قائل به این هستند که وی دومین ازدواج همسرش بود حاصل ازدواج این دو هفت فرزند بود (سه پسر و چهار دختر) بعد از درگذشت همسرش عنوان ملکه فرانک‌ها را از دست داد و همواره در پی پایان دادن به اختلافات پسرانش پس از مرگ همسرش بود او در برخی از حوادث از مهارت دیپلماتیک خود به نفع فرزند بزرگترش شارلمانی استفاده کرد هرچند به مرور تأثیر وی بر شارلمانی کم و کمتر شد.